# Sistema Paraguai-Paraná de Áreas Úmidas
O Sistema Paraguai Paraná de Áreas Úmidas é o maior sistema hídrico da América do Sul depois do Amazonas e uma das maiores reservas de água doce do mundo, abrangendo Brasil, Bolívia, Paraguai, Argentina e Uruguai. O Sistema se estrutura ao longo de mais de 3.400 quilômetros quadrados de rios livres de represas nos rios Paraguai, Paraná Médio e Inferior. O Pantanal, que está localizado na Bacia do Alto Paraguai, (BAP) faz parte desse Sistema que corre de Norte a Sul no Vale Central, dentro da Grande Depressão da América do Sul ou Depressão Subandina da Bacia do Prata. Aproximadamente 20 milhões de pessoas vivem neste sistema, constituindo uma unidade hidrológica, ecológica, cultural e populacional. Abriga populações indígenas, comunidades tradicionais e ribeirinhas, além de grandes centros urbanos como Assunção (PY) e Buenos Aires (AR). Estes fatores aumentam a necessidade de um planejamento integrado que garanta a  sustentabilidade do Sistema e suas comunidades. A região tem extraordinário valor ecológico e econômico, com uma variedade morfológica, climática, biodiversidade, qualidade de solos, recursos aquáticos e diversidade cultural, de características singulares. Muitas áreas ao longo deste Sistema são reconhecidas como Sítios Ramsar, Reserva da Biosfera, Patrimônio Natural da Humanidade, entre outras.

## Mapa Geográfico
- Sistema Paraguai Paraná de Áreas Úmidas (ECOA)

## 1º Acordo Internacional
Em agosto de 2005, o evento Sistema de Zonas Úmidas Paraguai-Paraná realizado pelo Ministério do Meio Ambiente, em Poconé, Mato Grosso, reuniu representantes dos governos do Brasil, Bolívia, Paraguai, Argentina, Uruguai e de organizações não-governamentais desses países. Ficou definido um conjunto mínimo de ações para a proteção e o desenvolvimento sustentável deste corredor, que tem mais de 3.600 km² de regiões alagáveis por água doce.
Confira este Documento: * Ata de Poconé - espanhol.